# Jezuitski kolegij na Reki
Jezuitski kolegij na Reki je bil ustanovljen leta 1627.
Prvi predavatelji so bili premeščeni iz Jezuitskega kolegija v Ljubljani.

## Rektorji
- seznam rektorjev Jezuitskega kolegija na Reki